# Music Hall (Cincinnati)
Pour les articles homonymes, voir Music Hall.
Le Cincinnati Music Hall, achevé en 1878, est la première salle de spectacles de musique classique de Cincinnati. C'est en ce lieu que se produisent l'Orchestre symphonique de Cincinnati, l'Opéra de Cincinnati (en), le Festival de mai de Cincinnati (en), et l'Orchestre Pops de Cincinnati (en). En janvier 1975, il a été reconnu comme National Historic Landmark par le département de l'Intérieur des États-Unis. Le bâtiment a été conçu avec un double objectif: abriter des activités musicales dans son auditorium central et des expositions industrielles dans ses ailes latérales. Il est situé au 1241 Elm Street à Cincinnati, en face du parc historique qui porte le nom de Washington Park (en) et qui se trouve dans le quartier d'Over-the-Rhine, à quelques minutes du centre-ville.
Le Music Hall a été construit sur une fosse commune, ce qui a contribué à alimenter sa réputation comme étant l'un des endroits les plus hantés d'Amérique.
En juin 2014, le Music Hall a été inscrit sur la liste annuelle du National Trust for Historic Preservation mentionnant les sites historiques d'Amérique les plus menacés (en).

## Salles

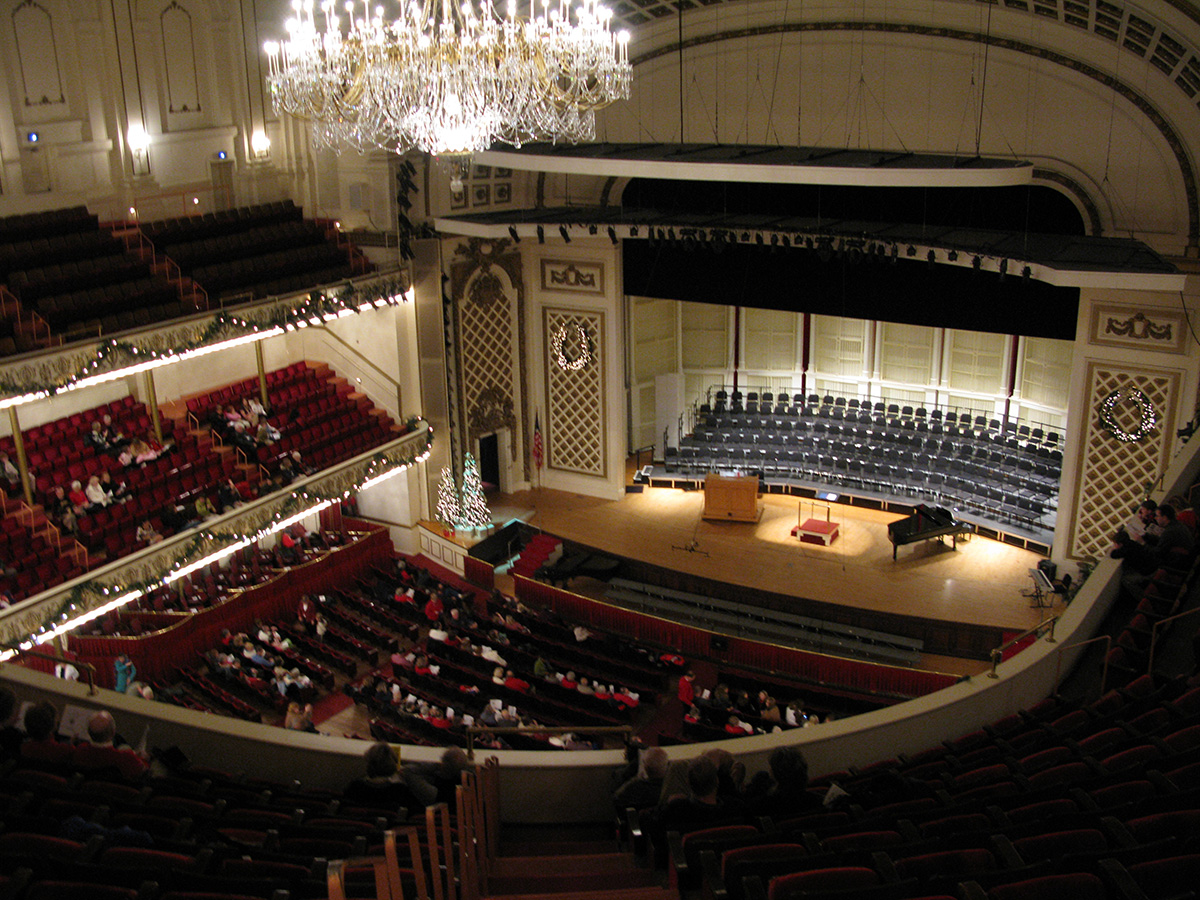
Springer Auditorium

-Le Springer Auditorium est l'auditorium principal, nommé en l'honneur du mécène fondateur Ruben Springer. Il contient 3 516 places (une fosse d'orchestre de 112 places, 1 567 au niveau de l'orchestre, 953 au balcon et 847 dans la galerie, plus 40 dans 10 loges), et il est considéré sur le plan acoustique comme l'une des plus belles salles de spectacles dans le monde. C'est en ce lieu que se produisent l'Orchestre symphonique de Cincinnati, l'Opéra de Cincinnati (en) et le Festival de mai de Cincinnati (en). Il s'agit de l'une des plus grandes salles de concert permanentes aux États-Unis, arrivant seulement quatrième après le Metropolitan Opera de New York, l'Auditorium Theatre (en) de Chicago, et le DAR Constitution Hall de Washington, DC.

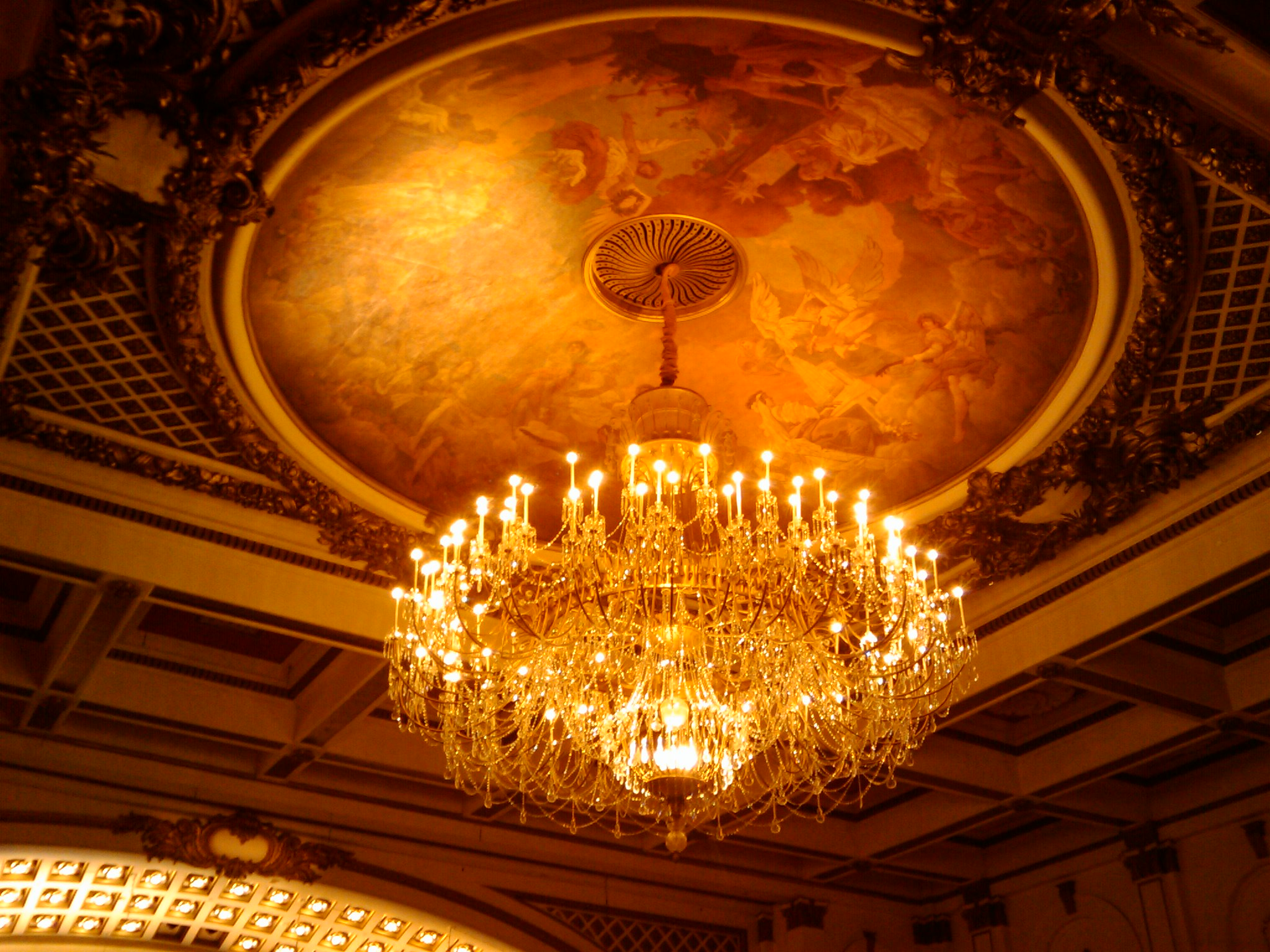
Détail du lustre de cristal de l'auditorium

-Le Music Hall Ballroom, pouvant accueillir jusqu'à 1 300 personnes, est le deuxième plus grand espace de réunion de la ville, couvrant près de 1 900 m2. Il est fréquemment utilisé pour les grandes réceptions, expositions, défilés de mode, réunions de classe, et rassemblements lors de petits déjeuners, déjeuners et dîners. En octobre 1998, il fut rénové pour un montant de 1,8 million de dollars. En juillet 2007, Ronald F. Wehmeier, un reconstructeur d'orgues de Cincinnati annonça que l'orgue de théâtre Wurlitzer, qui ornait autrefois l'ancien Albee Theater de Cincinnati, serait restauré et installé dans le Music Hall Ballroom pour le réveillon du nouvel an 2009.
-Le Corbett Tower est le lieu où se déroule une grande variété d'événements, allant de mariages et réceptions à d'importants dîners et fêtes. Il peut accueillir jusqu'à 300 personnes et est doté d'une scène, de systèmes de son et lumière contrôlés, d'une piste de danse, d'une cuisine et d'un bar. Le Corbett Tower se trouve au troisième étage près de la façade avant du bâtiment.
-Le Critic's Club est une salle à manger pouvant accueillir 50 personnes, située au sous-sol de l'aile d'exposition nord.

## Histoire

### Cimetière

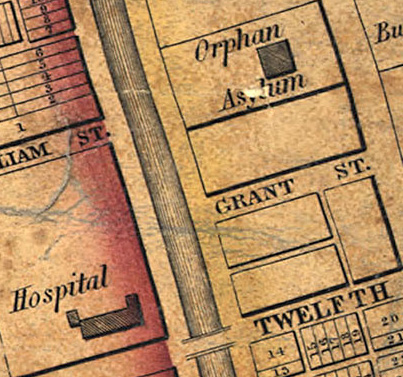
Carte datant de 1838 sur laquelle est représenté un orphelinat où se situe actuellement le Music Hall.

Le 13 septembre 1818, la ville de Cincinnati acheta à Jesse Embree un lopin de terre sur le côté ouest d'Elm Street, au nord de 12th Street, pour un montant de 3 200 $. Le 22 janvier 1821, la législature de l'état de l'Ohio adopta une loi établissant « un hôpital commercial et asile d'aliénés pour l'état de l'Ohio. » (« a Commercial Hospital and Lunatic Asylum for the state of Ohio. ») Ainsi, le premier asile d'aliénés de l'Ohio fut érigé à Cincinnati sur 16 000 m2 de terrain délimité par le canal Miami-Érié (en). L'hôpital commercial et asile d'aliénés de l'Ohio était l'institution mère de l'orphelinat, de l'infirmerie de la ville, de l'hôpital de Cincinnati et de l'asile de Longview. L'hôpital de Cincinnati, le principal établissement, se trouvait le long du canal sur 12th et Plum Streets, devenues aujourd'hui 12th et Central Parkway.

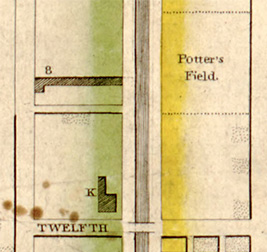
Carte datant de 1841 sur laquelle est représentée une fosse commune où se situe actuellement le Music Hall.

Vers 1832, une épidémie de choléra à Cincinnati fit 832 victimes et un grand nombre d'orphelins. Pour abriter ces derniers, la ville construisit le « Cincinnati Orphan Asylum », non loin du coin des 12th et Elm Streets. L'orphelinat était un immeuble de quatre étages de 20 x16 m qui resta debout pendant 30 ans. Cependant, en 1837, il devint connu sous le nom de « la maison de la peste » (the Pest House) après que l'hôpital eût commencé à l'utiliser pour isoler les patients atteints de maladies infectieuses, et le terrain autour du bâtiment sous celui de fosse commune. C'est à cet endroit que l'hôpital enterrait les personnes qui se suicidaient, les étrangers, les indigents et les sans-abri de Cincinnati. On emmitouflait simplement les défunts puis on les laissait tomber dans la terre, sans cercueil. À cette époque, ce lieu était encore considéré comme la périphérie de la ville.
Pendant les 20 années qui suivirent, le terrain fut utilisé comme « cimetière des indigents » et ce fut le cas jusqu'en 1857, date à laquelle l'empiètement de la ville sur le quartier le rendit impropre à un tel usage. De sérieuses plaintes en provenance des propriétaires habitant à proximité conduisirent à la relocalisation de la « maison de la peste » à l'extérieur des limites de la ville. Le 29 janvier 1859, la ville transforma la propriété en parc connu sous le nom d'Elm Street Park, et le terrain ainsi que les bâtiments furent utilisés à des fins d'exposition jusqu'en 1876, date à laquelle ils furent rendus à l'association du Music Hall (Music Hall Association). Le Music Hall serait construit sur l'emplacement d'origine de la « maison de la peste » qui, auparavant, servait d'orphelinat. Les tombes n'étant pas marquées, le Music Hall fut tout simplement construit au-dessus.
Lorsqu'une nouvelle cage d'ascenseur fut creusée en 1988, des ossements humains furent exhumés. Le premier jour, des ouvriers découvrirent 88 livres d'os, et le lendemain 119 livres.. Il y avait un total de 19 crânes, au moins 60 fémurs, et même si la plupart des restes émanaient d'adultes, il y avait aussi des enfants.

### Festivals de la chorale et expositions
La première exposition industrielle de Cincinnati, qui eut lieu en 1869, fut un tel succès que la ville voulut l'étendre l'année suivante. Au même moment, des musiciens allemands avait planifié d'ériger « un grand bâtiment temporaire face au Washington Park » pour la Sängerfest (en) nord-américaine que Cincinnati devait accueillir pendant l'été 1870. Les deux groupes concurrents en compétition parvinrent à un accord pour construire un bâtiment qui serait partagé. Selon son utilisation, le bâtiment était parfois appelé Exposition Hall ou Sängerfest Hall.

### Exposition Hall
L'Exposition Hall était une énorme structure en bois mesurant 76 m de long, 30 m de large et 24 m de haut. Il y avait également trois autres bâtiments temporaires attenants, le tout formant une superficie totale de 10 103 m2, plus que celle de la World's Fair de 1853 de New York. Le toit du bâtiment était recouvert en étain. Selon la légende, un orage avait surgi pendant une représentation lors du May Festival (en) de 1875. La pluie sur le toit de tôle était devenue si forte que la chorale avait été trempée et la représentation interrompue. Dans le public était présent Reuben Springer (1800-1884), un riche cincinnatien d'ascendance allemande, qui plus tard, décida que Cincinnati avait besoin d'une structure plus permanente.

### Construction

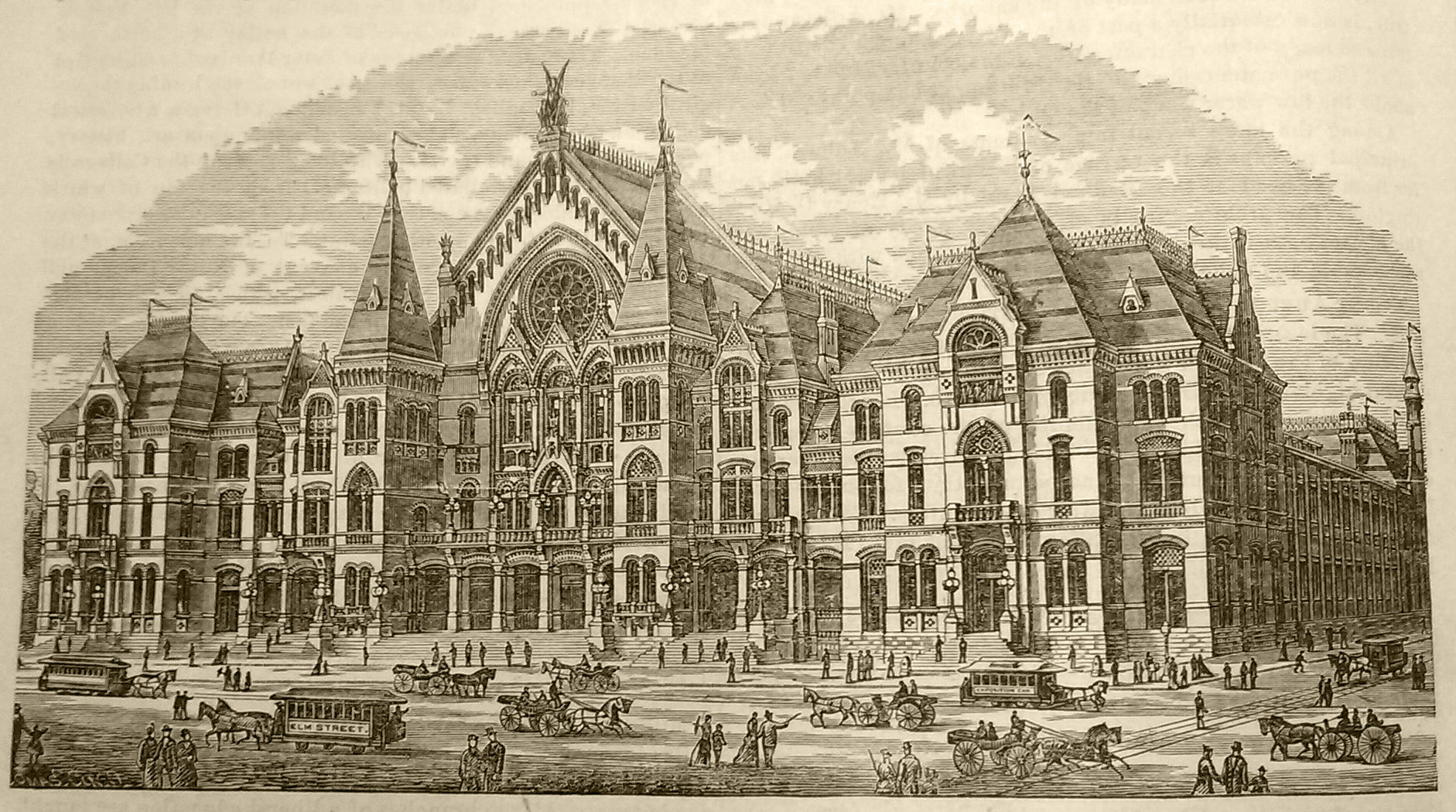
Conception d'origine du Music Hall.

Springer, influencé par les résultats bénéfiques des expositions industrielles et festivals de musique sur la ville, écrivit une lettre en mai 1875 à John Shillito, propriétaire du grand magasin Shillito's (en), offrant de faire don de la somme de 125 000 $ à deux conditions. Tout d'abord, que le site soit exonéré d"impôts, puis, qu'une autre somme de 125 000 $ soit recueillie par la communauté. Lorsque seulement 106 000 $ furent collectés, Springer fit don de 20 000 $ supplémentaires. Dès le départ, les intérêts musicaux et industriels se heurtèrent, par conséquent, Springer offrait un supplément de 50 000 $ si la somme de 100 000 $ pouvait être amassée. Cette somme d'argent supplémentaire serait utilisée pour la construction de bâtiments autour de la salle dans le but d'organiser des expositions industrielles. Le coût total du Music Hall fut de 300 962,78 $, un ajout de 146 331,51 $ étant apporté pour les ailes destinées à l'exposition.
Au cours des travaux d'excavation pour la fondation du Music Hall, notamment lorsque les os furent exhumés, il manquait une présence policière. Le journaliste Lafcadio Hearn se plaignait,
« Les foules s'amassent autour de l'excavation, et regardent chaque nouvelle découverte avec un intérêt macabre. Un os après l'autre, aussitôt jeté à l'extérieur, est retourné avec une application scientifique de coups de pied; des gueux brandissent des fémurs avec une exultation dégoûtante; des doigts sales sont fourrés dans des orbites vides; des mâchoires sont expérimentalement martelées avec de gros bâtons; des côtes craquent sous des remontrances pitoyables de pieds téméraires; et du jus de tabac est négligemment giclé parmi les crânes en décomposition ... Lorsque chassés d'un endroit, ils retournent dans un autre; et la nuit viennent des étudiants en médecine pour voler les pauvres crânes. »

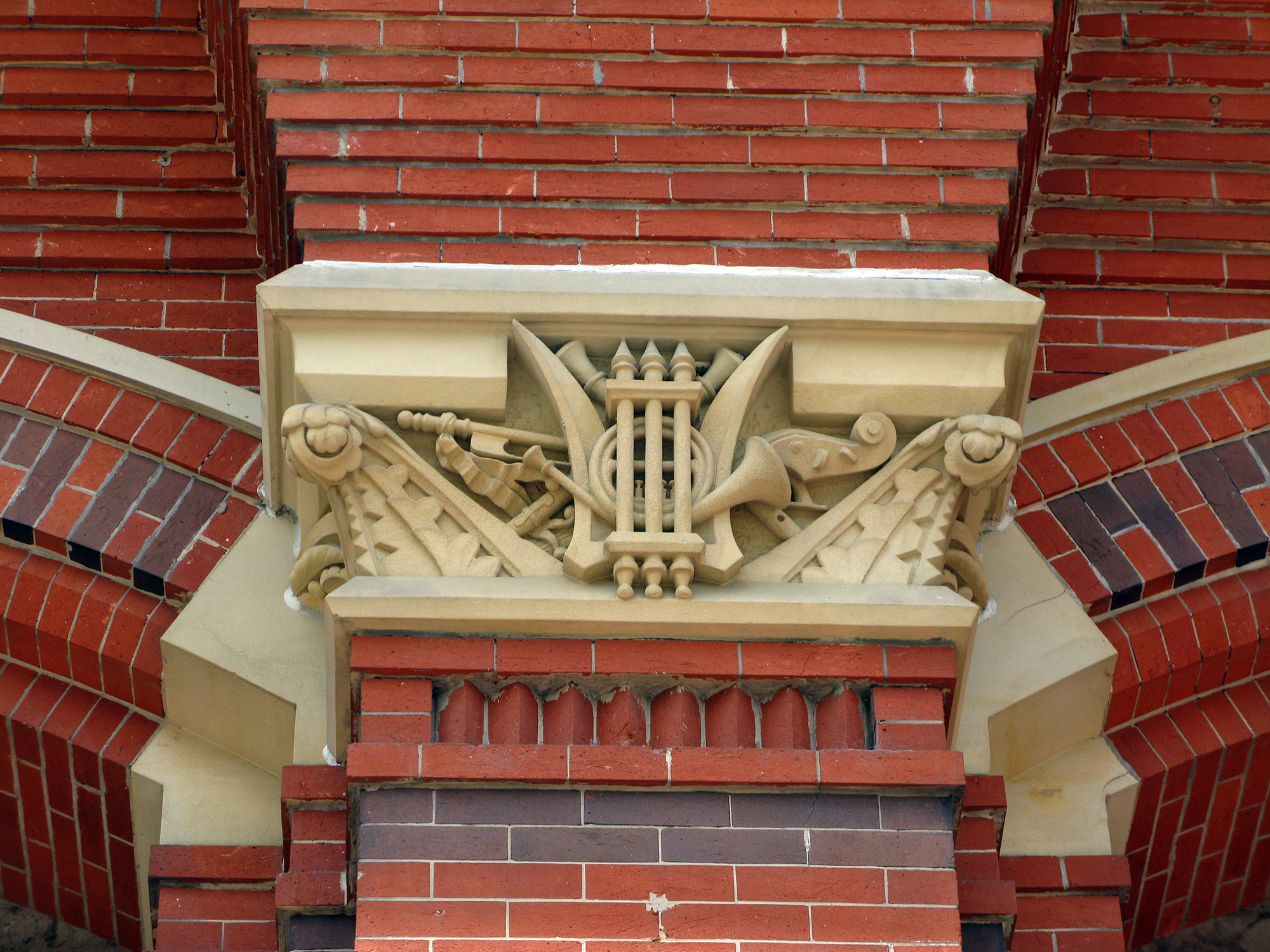
Détail de l'ornementation de la structure sur le thème de la musique.

Selon Hearn, les os n'étaient pas traités avec respect par les ouvriers non plus. Il a écrit « les os étaient tout simplement emballés dans un tonneau et rangés dans une partie pratique du bâtiment ... Des crânes et des os de cuisse et des vertèbres avait été désespérément entassés en vrac dans ce tonneau, si bien que personne, sauf un articulateur des plus experts, ne pût les trier correctement. » Les restes excavés furent transférés au Spring Grove Cemetery (en).

## Fin de la construction

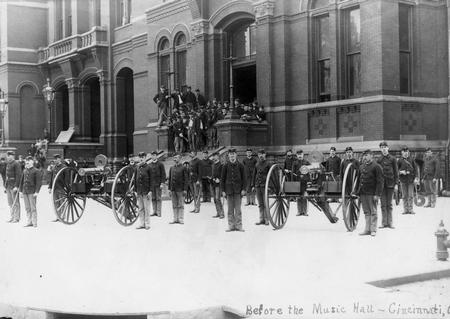
Garde nationale américaine avec des canons à l'extérieur du Music Hall, après les émeutes de 1884.

La première représentation eut lieu le 14 mai 1878. Le nombre de personnes ayant vu la représentation de l'opéra Alceste de Christoph Willibald Gluck, ainsi que celle de la Symphonie n°3 de Beethoven est estimé à 6 000 personnes. Le Music Hall accueillit également la Convention Nationale Démocratique de 1880 (en) (1880 Democratic National Convention). Les émeutes de Cincinnati de 1884 (en), qui furent parmi les émeutes les plus destructrices de l'histoire américaine, commencèrent lors d'une réunion de protestation au Music Hall.
La manifestation dégénéra et 10 000 Cincinnatiens marchèrent jusqu'au palais de justice, outrés par ce qu'ils croyaient être un système juridique laxiste et corrompu. Un total de 56 personnes sont mortes lors de cette flambée de violence.

## Source de la traduction
- (en) Cet article est partiellement ou en totalité issu de l’article de Wikipédia en anglais intitulé « Music Hall (Cincinnati) » (voir la liste des auteurs).